# كانينغ (نوفا سكوشا)
كانينغ (بالإنجليزية: Canning, Nova Scotia)‏ هي قرية تقع في كندا في Kings County. يقدر عدد سكانها بـ 2,589 نسمة .